# Palača Ploech u Rijeci
Palača obitelji Ploech (talijanski: Palazzo Ploech) nalazi se na vrhu Trga Žabica u Rijeci.

## Povijest
Izgrađena je 1888. po projektu Giacoma Zammattija, Ferstlova učenika, koji je u Rijeku iz Beča prenio arhitekturu srednjoeuropskog visokog historicizma. Doseljeni Austrijanac Annibale Ploech, po struci mehaničar, usavršio je proizvodnju torpeda, tada modernog ubojitog oružja za koje je prototip izradio Riječanin kapetan Giovanni Luppis. U Tehničkom poduzeću "Silurificio" Luppisovu ideju je oživotvorio Englez Robert Whitehead, potpomognut od riječkog gradonačelnika de Ciotte. Annibale Ploech u tom se poduzeću afirmirao, postao dioničar, a kada su Engleska, Francuska i Italija počele proizvoditi torpeda on se silno obogatio, pa je uložio kapital u novogradnje. Od svih nekretnina, najreprezentativnija je palača na Žabici koju je izabrao za svoj obiteljski dom.

## Arhitektura
Ovom palačom je dobiveno urbanističko rješenje koje se ugleda na velike bečke uglovnice s naglaskom na elegantnoj kupoli na vrhu zaobljena ugla. Dva pročelja zgrade oblikuju visoke rustične baze, dvokatne reprezentativne zone s balkonima i gigantskim korintskim stupovima koji dopiru do potkrovnog vijenca. Posebna pažnja pri izgradnji posvećena je arhitektonskoj plastici i unutarnjem, neobaroknom, štukodekoru. Dvije skulpture telamona (snažnih muških likova koji podižu svojim rukama ili podupiru leđima arhitrav) koje podupiru balkon nad portalom usmjeravaju na unutrašnjost građevine s elegantnim i četvrtastim stubištem te bogatom ornamentalnom željeznom ogradom. Zgrada ima specifičan L-tlocrt i raspored s dugačkim hodnikom, odvojena gospodarskim prostorijama i okrenuta prema unutarnjem dvorištu. Ovaj tip visoke uglovnice s kupolom, zapamćen iz doba studija u Beču i arhitekture Fischera von Erlacha, Zammattio primjenjuje i na uglovnici za Riječku štedionicu iz 1896. (ugao via Ciotta, dans E. Barčića) i Dolca (Via Dolaz)..
Na jednoj je varijanti projektnog nacrta iz 1887. vidljivo jednostavnije rješenje s odrezanim uglom kuće, od kojega se, međutim, odustalo u korist zaobljenog.

## Vanjske poveznice
|  | Zajednički poslužitelj ima još gradiva o temi Palača Ploech u Rijeci |